# Eishockey-Europameisterschaft der U19-Junioren 1971
Die 4. Eishockey-Europameisterschaft der U19-Junioren fand vom 27. Dezember 1970 bis zum 3. Januar 1971 in Prešov in der Tschechoslowakei (heute Slowakei) statt. Die Spiele der B-Gruppe wurden vom 28. Dezember 1970 bis zum 3. Januar 1971 in Bukarest in Rumänien ausgetragen.

## A-Gruppe
| Spiele              | URS  | SWE  | TCH  | FIN  | FRG  | NOR  | Tore  | Pkt.  |
| ------------------- | ---- | ---- | ---- | ---- | ---- | ---- | ----- | ----- |
| 1. UdSSR            |      | 5:3  | 6:2  | 7:0  | 12:0 | 16:0 | 46:05 | 10:0  |
| 2. Schweden         | 3:5  |      | 6:6  | 13:3 | 9:1  | 15:0 | 46:15 | 07:03 |
| 3. Tschechoslowakei | 2:6  | 6:6  |      | 5:4  | 8:0  | 19:3 | 40:19 | 07:03 |
| 4. Finnland         | 0:7  | 3:13 | 4:5  |      | 14:4 | 9:2  | 30:31 | 04:06 |
| 5. BR Deutschland   | 0:12 | 1:9  | 0:8  | 4:14 |      | 5:2  | 10:45 | 02:08 |
| 6. Norwegen         | 0:16 | 0:15 | 3:19 | 2:9  | 2:5  |      | 07:64 | 00:10 |

### Europameistermannschaft: UdSSR
| U19-Europameister UdSSR | Wladislaw Tretjak, Alexander Kotomkin, Juri Blochin, Alexei Niktuschkin, Sergei Zynitsch, Sergei Grigorkin, Waleri Mosylenko, Wladimir Sitnikow, Alexander Woltschkow, Sergei Glasow, Alexander Medkow, Alexander Barinew, Juri Kondraschow, Helmuts Balderis, Oleg Iwanow, Alexander Andrejew, Alexander Golikow, Wladimir Popow Trainerstab: Nikolai Epstein, Juri Baulin |

### Auszeichnungen
| Auszeichnung       | Spieler           | Team     |
| ------------------ | ----------------- | -------- |
| Top-Scorer         | Martin Karlsson   | Schweden |
| Bester Torhüter    | Wladislaw Tretjak | UdSSR    |
| Bester Verteidiger | Pekka Rautakallio | Finnland |
| Bester Stürmer     | Martin Karlsson   | Schweden |

All-Star-Team
| Angriff:      | Alexander Woltschkow – Zdeněk Paulík – Claes-Göran Wallin |
| Verteidigung: | Pekka Rautakallio – Jorma Öystilä                         |
| Tor:          | Wladislaw Tretjak                                         |

## B-Gruppe
Die aus der A-Gruppe abgestiegene Mannschaft der Schweiz trat zu diesem Turnier nicht an.
| Spiele       | ROM  | POL  | DEN  | HUN | BUL  | Tore  | Pkt. |
| ------------ | ---- | ---- | ---- | --- | ---- | ----- | ---- |
| 1. Rumänien  |      | 2:0  | 10:1 | 6:2 | 9:0  | 27:03 | 8:0  |
| 2. Polen     | 0:2  |      | 8:2  | 5:3 | 12:2 | 25:09 | 6:2  |
| 3. Dänemark  | 1:10 | 2:8  |      | 3:3 | 5:4  | 11:25 | 3:5  |
| 4. Ungarn    | 2:6  | 3:5  | 3:3  |     | 3:3  | 11:17 | 2:6  |
| 5. Bulgarien | 0:9  | 2:12 | 4:5  | 3:3 |      | 09:29 | 1:7  |